# Kagalnitskaïa
Kagalnitskaïa (en russe : Кагальницкая) est un khoutor et le centre administratif du raïon de Kagalnitskaïa de l’oblast de Rostov.

## Géographie
Le village se trouve sur la rive droite de la rivière Kagalnik. En 1918 la stanitsa se trouve sur la route de la première campagne du Kouban.

## Histoire
Le village est fondé en 1809

## Démographie
En 2010 le khoutor avait 6 831 habitants.